# Пікуле (Люблінське воєводство)
Пікуле (пол. Pikule) — село в Польщі, у гміні Янів-Любельський Янівського повіту Люблінського воєводства.
Населення — 30 осіб (2011).
У 1975-1998 роках село належало до Тарнобжезького воєводства.

## Демографія
Демографічна структура станом на 31 березня 2011 року:
|          | Загалом | Допрацездатний вік | Працездатний вік | Постпрацездатний вік |
| -------- | ------- | ------------------ | ---------------- | -------------------- |
| Чоловіки | 12      | 1                  | 7                | 4                    |
| Жінки    | 18      | 5                  | 7                | 6                    |
| Разом    | 30      | 6                  | 14               | 10                   |